# 1943 en hockey sur glace
Cette page présente les évènements de l'année 1943 au hockey sur glace.

## Amérique du Nord

### Ligue nationale de hockey
- Les Red Wings de Détroit remportent la Coupe Stanley.
- 10 septembre : fondation du Temple de la renommée du hockey[1].

## Europe
- La Seconde Guerre mondiale annule la plupart des championnats européens.

### International
- Le HC Davos remporte la Coupe Spengler.

### France
- Pas de championnat 1re série
- 1er février : le Racing Club de France remporte la deuxième série[2].

### Suisse
- Le HC Davos est champion de Suisse.

## Autres Évènements

### Naissances
- 29 janvier : Pat Quinn
- 28 janvier : Paul Henderson
- 18 avril : Mátyás Vedres
- 23 avril : Tony Esposito
- 20 juillet : Larry Johnston
- 30 août : Terry Simpson
- 9 décembre : Pit Martin

### Décès
- Le 1er novembre, décès d'Amos Arbour, joueur ayant remporté la Coupe Stanley avec les Canadiens de Montréal en 1916.